# Nawozy fosforowe

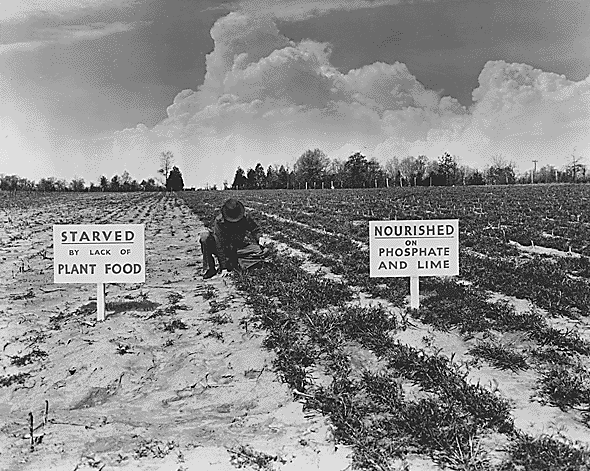
Porównanie uprawy kontrolnej z uprawą nawożoną fosforanem i wapnem

Nawozy fosforowe – nawozy mineralne, których głównym składnikiem odżywczym jest fosfor, makroelement w odżywianiu roślin, wchodzący w skład m.in. kwasów nukleinowych i fityny. Fosfor występuje w nich w postaci ortofosforanów.
Do ich produkcji wykorzystuje się głównie apatyty i fosforyty, a w mniejszym stopniu odpady przemysłowe i produkcyjne (np. kości). W Polsce, ze względu na niewielkie zasoby fosforanów, wykorzystuje się głównie surowce importowane.
Nawozy fosforowe w niewielkim stopniu zwiększają wielkość plonu, jednak znacząco poprawiają jego jakość. Wpływają też na efektywność nawożenia nawozami azotowymi.
Ze względu na szybkość działania nawozy fosforowe dzieli się na:
- szybko działające, rozpuszczalne w wodzie, np. superfosfaty
- wolno działające, rozpuszczalne w słabych kwasach, np. supertomasyna (obecnie niestosowana)
- bardzo wolno działające, rozpuszczalne w mocnych kwasach, np. mączki kostne, mączki fosforytowe.

Do najważniejszych należą:
- superfosfaty (16–18% P2O5) – będące mieszaniną diwodorofosforanu wapnia i siarczanu wapnia (gipsu), otrzymywane w reakcji pomiędzy kwasem siarkowym a fosforytami:

Ca3(PO4)2 + 2H2SO4 → Ca(H2PO4)2 + 2CaSO4.
Diwodorfosforan wapnia rozpuszcza się w wodzie, przez co jest łatwo przyswajalny przez rośliny.
Superfosfat podwójny (46% P2O5), znany też jako superfosfat potrójny, nie zawiera gipsu.
- precypitat (P2O5 do 30%) – będący wodorofosforanem wapnia (CaHPO4·2H2O).
- supertomasyna (28–30% P2O5) – otrzymywana przez stapianie fosforytów z sodą i krzemionką, także tomasyna, tzw. żużel Thomasa.
- termofosfaty
- metafosforany
- niektóre mączki nawozowe – mączki fosforytowe
- polifosforany

## Historia nawozów fosforowych
W 1840 roku Justus von Liebig stwierdził, że roślina potrzebuje do wzrostu oprócz związków zawartych w gnojówce także związków fosforu. Dostępnymi nawozami zawierającymi fosfor były mączka kostna i guano. Związki fosforu w wymienionych substancjach nie są bezpośrednio przyswajalne przez rośliny. Liebieg działał na nie kwasem siarkowym i przekształcił je w rozpuszczalne w wodzie fosforany.
Pierwszym nawozem mineralnym był superfosfat. Został wyprodukowany w roku 1842 przez Johna Benneta Lawesa.

## Przemysł
Największym producentem nawozów fosforowych w Polsce są Zakłady Chemiczne Police S.A. w Policach.